# Rodney McCray
Rodney Earl McCray (Mount Vernon, New York, SAD, 29. kolovoza 1961.) je umirovljeni američki košarkaš koji je igrao na poziciji krila te je u cijeloj karijeri postigao 9.014 koševa, 5.087 skokova i 2.750 asistencija te je deset godina proveo u NBA-u.
Rodney McCray je na početku karijere nastupao za momčad Sveučilišta Louisville te je bio ključni igrač Louisville Cardinalsa koji su 1980. osvojili NCAA prvenstvo Divizije I. Na NBA draftu 1983. godine bio je treći pick na kojeg su odabrali Houston Rocketsi. Za klub je nastupao pet sezona nakon čega 1988. prelazi u Sacramento Kings.
Tijekom karijere u 1980-ima, McCray je 1987. uvršten u drugu najbolju NBA obrambenu momčad a 1988. je uvršten u prvu najbolju obrambenu NBA momčad.
U razdoblju od 1990. do 1992. Rodney McCray nastupa za Dallas Mavericks a u posljednjoj sezoni u karijeri (1992./93.) je igrao u Chicago Bullsima s kojima je 1993. osvojio NBA prvenstvo nakon čega se McCray igrački umirovio.

## Vanjske poveznice
- Rodney McCray (en.Wiki)